# Moodyz
 (novembre 2012).
Si vous disposez d'ouvrages ou d'articles de référence ou si vous connaissez des sites web de qualité traitant du thème abordé ici, merci de compléter l'article en donnant les références utiles à sa vérifiabilité et en les liant à la section « Notes et références ».
Moodyz (MOODYZ ou ムーディーズ en japonais), antérieurement connu sous le nom de Mr Président est un des plus importants producteurs de vidéos réservées aux adultes au Japon.

## La société
Moodyz, fondée en mars 2000 fait actuellement partie du vaste conglomérat Hokuto Corporation.
Moodyz produit et diffuse sous plusieurs marques. Ses productions vont du pinku eiga (ピンク映画) le plus glamour jusqu'à la pornographie extrême incluant des scènes de bukkakes, gokkuns, sodomies, viols simulés, rapports sexuels inter-raciaux avec des acteurs noirs américains. À la fin de l'année 2008, les vidéos distribuées par MOODYZ étaient vendues sous 30 marques différentes :
| - Gati (bukkake, gokkun, sodomie) - ISM - Killer - NEW (Actrice à ses débuts) - Lover Soul (ラバーソウル) - Goro Tameike (溜池ゴロー) - Joker - BEST (compilations) - QUEST - Président - ALL - WILD (pornographie extrême, sodomie, urophilie et scènes de viol) - Fresh (Nouvelle actrice) - Honey - TOKKAR |  | - DIVA - ACID (CFNM) - REAL - EDGE - Art Mode (アートモード) (nanpa) - Legend (Actrices réputées) - VALUE (vidéos exceptionnelles) - GREAT - Imperial - MODERATO - OH - IMAGE - Collection - BOMB - REPLAY (compilations bon marché) |

## Publications (partielles)
Le catalogue de MOODYZ comporte plus de 200 titres vendus sous diverses marques.